# Hallowell Davis
Hallowell Davis (* 31. August 1896 in New York City; † 22. August 1992 in St. Louis) war ein US-amerikanischer Physiologe und Audiologe. Er war Hochschullehrer an der Harvard University und später Direktor des Central Institute for the Deaf in St. Louis.

## Leben
Davis studierte an der Harvard University mit dem Bachelor-Abschluss 1918 und an der Harvard Medical School mit dem M.D. 1922. Als Post-Doktorand war er ein Jahr in Cambridge bei Edgar Adrian und erlernte dort Techniken der Elektrophysiologie. Bei der Rückkehr wurde er 1925 Tutor in Harvard (Vorbereitung für das Medizinstudium) und wurde 1927 Assistant Professor und später Associate Professor. Er leitete das Psychoakustik-Labor und befasste sich dort mit dem Studium der Signalverarbeitung im Innenohr mit elektrophysiologischen Methoden (Nervenimpulse im Cochlear-Nerv). Dabei entwickelte er auch darauf basierende Diagnoseverfahren für Schwerhörigkeit bei Kleinkindern. Bei vielen Kindern, die in der Schule als lernbehindert eingestuft waren, stellte sich auch dank der neuen Methoden von Davis heraus, dass sie in Wirklichkeit Hörprobleme hatten.  Er soll damals auch das Wort Audiologie eingeführt haben. In den 1930er Jahren war er auch ein EEG-Pionier und das erste EEG in den USA sollen seine Studenten bei ihm selbst angefertigt haben. 1946 wechselte er an das Central Institute for the Deaf in St. Louis und war außerdem Professor an der Washington University School of Medicine. Dort entwickelte er anfangs auch Hörhilfen für Kriegsveteranen. 1965 wurde er emeritiert, arbeitete aber noch zwanzig Jahre weiter als Senior Scientist.
1975 erhielt er die National Medal of Science. Außerdem erhielt er die Goldmedaille der Acoustical Society of America und den Gold Medal Award of Merit der American Otological Society. Er war mehrfacher Ehrendoktor und Mitglied der National Academy of Sciences (1948), der American Academy of Arts and Sciences und der American Philosophical Society. 1949 war er Präsident der American Encephalographic Society, 1953 der Acoustical Society of America und 1958 der American Physiological Society.

## Schriften
- mit S. Stevens: Hearing: Its Psychology and Physiology, Wiley 1938
- mt S. Richard Silverman (Hrsg.), Hearing and Deafness: A Guide for the Layman, Murray Hill Books 1947